# 世界扑克大赛
世界扑克大赛（World Series of Poker，简称）是世界上具有重要影响力的扑克锦标赛，每年在美国拉斯维加斯举办，2005年起由哈拉斯娱乐（Harrah's Entertainment）赞助。此项赛事的起源可以追溯到1970年，当时班尼·比尼昂邀请了六位知名扑克选手在賓尼恩馬蹄鐵賭場举办了第一届比赛，当时的冠军是由投票选出的。
世界扑克大赛中每一项赛事的胜利者被将获得一只金手镯以及一份现金奖金。经过多年的发展，大赛的赛事数以及参赛选手数都不断壮大。每年世界扑克大赛都会举办10000美金无限下注德州扑克主赛事（$10,000 no-limit hold'em Main Event），此项赛事自2004年起吸引了数千位参赛者。胜利者会获得数百万美元的奖金，这也是扑克选手能获得的最高奖励。主赛事的赢家通常被看作是扑克世界冠军。
自2009年起，世界扑克大赛包括了57项赛事，基本涵盖了各种扑克玩法变体，其中近些年来有过半赛事是德州扑克的变体。这些赛事传统上都在6月或7月中的一天或连续几天内举办。不过从2008年开始，主赛事决胜桌（final table）改为11月举办。